# アントワーヌ・ベルトラン
アントワーヌ・ベルトラン（フランス語: Antoine Bertrand, 1977年12月12日 - ）は、カナダ・ケベック州出身の俳優。

## 略歴
1977年にカナダ・ケベック州グランビーで生まれる。

## 主な出演作品
- セックス依存症だった私へ Borderline (2008)
- ウルフマン 2014 Le Poil de la bête (2010)
- 人生、ブラボー! Starbuck (2011)
- あしたは最高のはじまり Demain Tout Commence (2016)